# 市販
| ウィキペディアには「市販」という見出しの百科事典記事はありません（タイトルに「市販」を含むページの一覧/「市販」で始まるページの一覧）。 代わりにウィクショナリーのページ「市販」が役に立つかもしれません。 |